# Große Steine von Stenum
De Große Steine von Stenum (ook wel Großsteingrab Stenum genoemd) vormen een ganggraf uit het neolithicum in de Duitse deelstaat Nedersaksen. Het monument wordt aangeduid met Sprockhoff-Nr. 930 en is onderdeel van de Straße der Megalithkultur.

## Kenmerken
Het hunebed, waarin een eik groeit, ligt aan de straat Am Hünengrab in Stenum (ten noorden van Ganderkesee) in het Landkreis Oldenburg in Nedersaksen. Stenum is naar het hunebed vernoemd (Stenum = steen -heem).
Het megalithisch bouwwerk werd opgericht tussen 3500 en 2800 v.Chr. en wordt toegeschreven aan de trechterbekercultuur. Het is het meest noordoostelijk gelegen bouwwerk van het type Emsländische Kammer.
De kamer is oost-west georiënteerd en is 22,5 meter lang en 1,8 meter breed. De kamer ligt coaxiaal in de (vermoedelijk oorspronkelijk) ovalen krans, waar nog slechts 13 kransstenen van behouden zijn gebleven. Waarschijnlijk waren er oorspronkelijk meer dan 40 kransstenen en was de krans ongeveer 28 meter lang en 7 meter breed. 
Alle 30 draagstenen zijn behouden gebleven. Van de oorspronkelijke 12 dekstenen zijn er 10 verdwenen. De poort was 3 meter lang en 1 meter breed en ligt aan de zuidzijde, iets uit het midden.

## Afbeeldingen

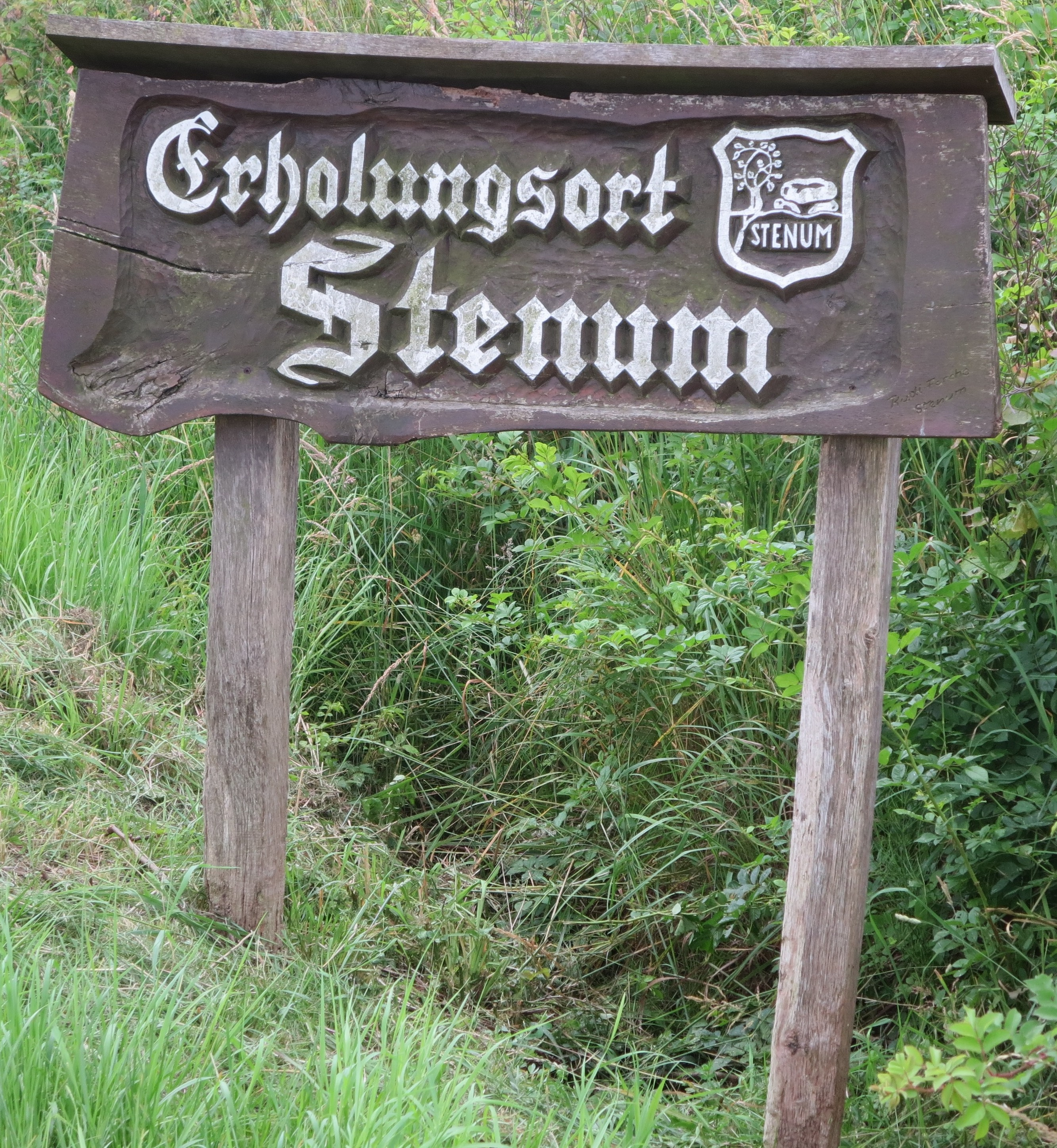
Plaatsnaambord van Stenum met een afbeelding van het hunebed en de boom
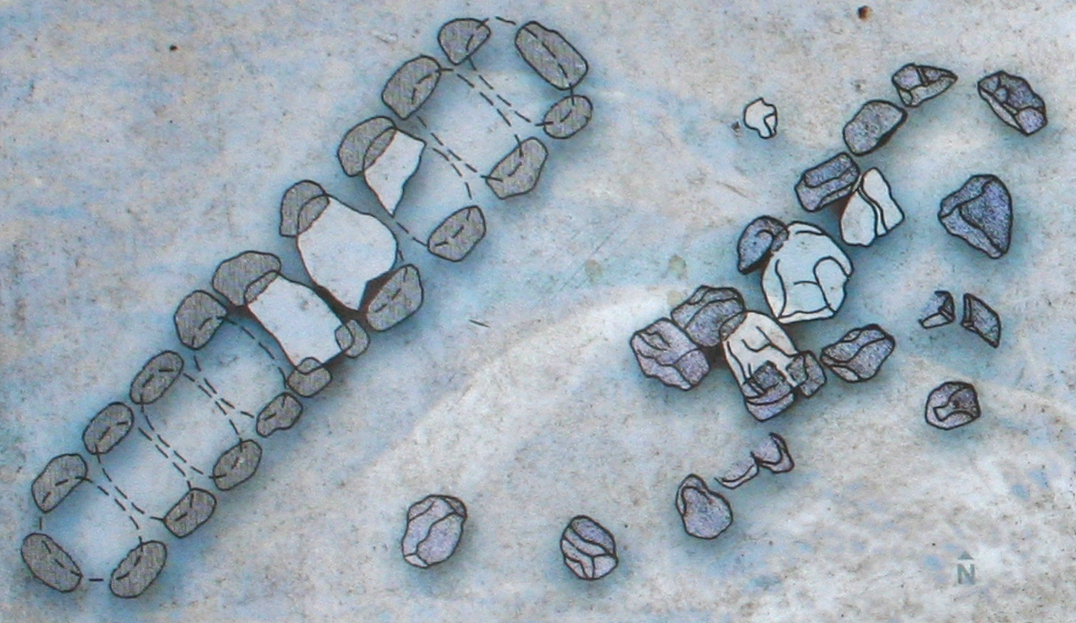
Plattegrond van het bouwwerk, links een reconstructie van het oorspronkelijke bouwwerk en rechts de toestand toen Ernst Sprockhoff het vastlegde